# 시리아불곰
시리아불곰(Ursus arctos syriacus)은 큰곰(불곰)의 아종으로 현재 서남아시아 지역과 캅카스 산맥 지역에 서식한다.